# Jerónimo Osório

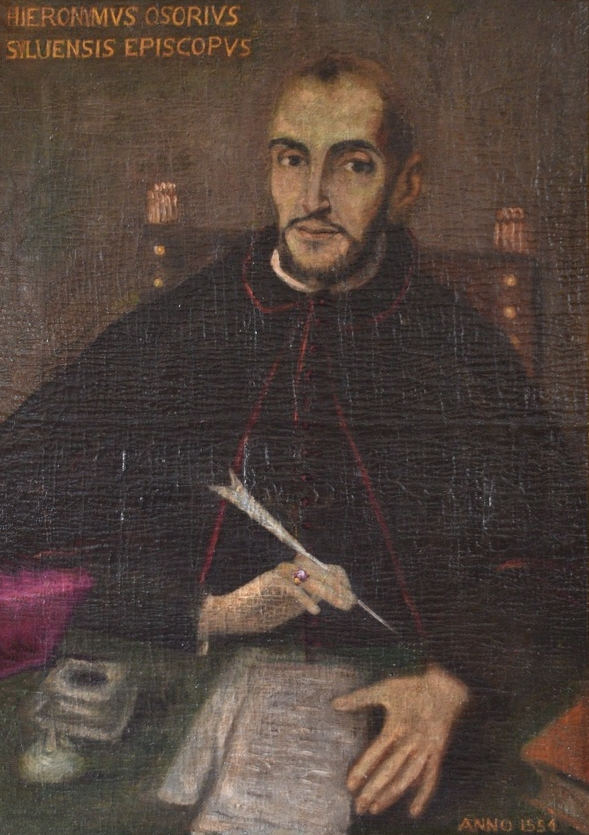
Jerónimo Osório (Porträt 16. Jahrhundert)

Jerónimo Osório (* 1506 in Lissabon; † 20. August 1580 in Tavira) war ein portugiesischer römisch-katholischer Theologe, Historiker, Dichter und Humanist.

## Leben und Werk
Jerónimo Osório studierte in Salamanca, Paris und Bologna. Danach wurde er Professor an der Universität Coimbra. 1560 wurde Osório Archidiakon von Evora, 1564 Bischof von Silves, dem heutigen Faro. Jerónimo Osório versuchte in Briefen an König Sebastian von Portugal, diesen von seinem sich selbst auferlegten Zölibat und von dem Afrikafeldzug abzubringen.
Jerónimo Osórios Opera omnia (vier Bände, Rom 1592) enthalten zahlreiche Bibelkommentare. Er verfasste Briefe an Königin Elisabeth I. von England und das historische Werk De rebus Emmanuelis Regis Lusitaniae.